# Championnat de double WTA

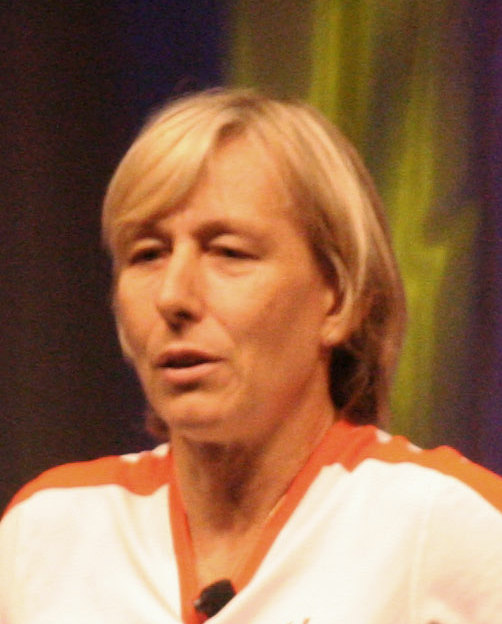
Martina Navrátilová

Le championnat de double WTA est un tournoi professionnel de tennis féminin. 
Il a été organisé de 1975 à 1997, le plus souvent à Tokyo (Japon), trois fois à Édimbourg (Écosse) et ponctuellement aux États-Unis.
De 1975 à 1978, ce championnat de double dames (Bridgestone Doubles) correspond aux Masters (Virginia Slims Championships) qui, une à deux semaines plus tôt, ne présente que le tableau de simple dames.
Martina Navrátilová s'est imposée à quatre reprises, dont deux au titre des Masters en 1977 et 1978. Le même pour Billie Jean King: quatre titres dont deux aux Masters (1976 et 1978).
La paire Nicole Arendt et Manon Bollegraf a quant à elle décroché les deux dernières éditions, en 1996 et 1997.

## Palmarès

### Double
| No | Date       | Nom et lieu du tournoi                       | Catégorie | Dotation  | Surface         | Vainqueures                          | Finalistes                       | Score           |         |
| -- | ---------- | -------------------------------------------- | --------- | --------- | --------------- | ------------------------------------ | -------------------------------- | --------------- | ------- |
| 1  | 09-04-1975 | Bridgestone Doubles Tokyo                    | Masters   | 100 000 $ | NC              | Margaret Smith Court Virginia Wade   | Rosie Casals Billie Jean King    | 6-72, 7-62, 6-2 | Tableau |
| 2  | 19-04-1976 | Bridgestone Doubles Tokyo                    | Masters   | 100 000 $ | NC              | Billie Jean King Betty Stöve         | Mona Guerrant Ann Kiyomura       | 6-3, 6-2        | Tableau |
| 3  | 04-04-1977 | Bridgestone Doubles Tokyo                    | Masters   | 100 000 $ | NC              | Martina Navrátilová Betty Stöve      | Françoise Dürr Virginia Wade     | 7-5, 6-3        | Tableau |
| 4  | 03-04-1978 | Bridgestone Doubles Salt Lake City           | Masters   | 100 000 $ | Moquette (int.) | Billie Jean King Martina Navrátilová | Françoise Dürr Virginia Wade     | 6-4, 6-4        | Tableau |
| 5  | 04-04-1979 | Bridgestone Doubles Tokyo                    |           | 150 000 $ | Moquette (int.) | Françoise Dürr Betty Stöve           | Sue Barker Ann Kiyomura          | 7-5, 7-6        | Tableau |
| 6  | 31-03-1980 | Bridgestone Doubles Tokyo                    |           | 150 000 $ | Moquette (int.) | Billie Jean King Martina Navrátilová | Sue Barker Ann Kiyomura          | 7-5, 6-3        | Tableau |
| 7  | 04-05-1981 | Bridgestone Doubles Tokyo                    |           | 150 000 $ | Moquette (int.) | Sue Barker Ann Kiyomura              | Barbara Potter Sharon Walsh      | 7-5, 6-2        | Tableau |
| 8  | 15-04-1982 | Bridgestone Doubles Fort Worth               | Series 5  | 150 000 $ | Moquette (int.) | Martina Navrátilová Pam Shriver      | Kathy Jordan Anne Smith          | 7-5, 6-3        | Tableau |
| 9  | 28-03-1983 | Bridgestone Doubles Tokyo                    |           | 150 000 $ | Moquette (int.) | Billie Jean King Sharon Walsh        | Kathy Jordan Anne Smith          | 6-1, 6-1        | Tableau |
| 10 | 05-03-1984 | Bridgestone Doubles Tokyo                    |           | 175 000 $ | Moquette (int.) | Ann Kiyomura Pam Shriver             | Barbara Jordan Elizabeth Sayers  | 6-3, 6-7, 6-3   | Tableau |
| 11 | 05-04-1985 | Bridgestone Doubles Tokyo                    |           | 175 000 $ | Moquette (int.) | Kathy Jordan Elizabeth Smylie        | Betsy Nagelsen Anne White        | 4-6, 7-5, 6-2   | Tableau |
| 12 | 28-03-1986 | Bridgestone Doubles Nashville                |           | 175 000 $ | Moquette (int.) | Barbara Potter Pam Shriver           | Kathy Jordan Elizabeth Smylie    | 6-4, 6-3        | Tableau |
| 13 | 30-01-1987 | Bridgestone Doubles Tokyo                    |           | 175 000 $ | Moquette (int.) | Claudia Kohde-Kilsch Helena Suková   | Elise Burgin Pam Shriver         | 6-1, 7-6        | Tableau |
| 14 | 25-11-1988 | World Doubles Championships Tokyo            |           | 250 000 $ | Moquette (int.) | Katrina Adams Zina Garrison          | Gigi Fernández Robin White       | 7-5, 7-5        | Tableau |
| 15 | 15-09-1989 | VS International Doubles Championships Tokyo |           | 175 000 $ | Moquette (int.) | Gigi Fernández Robin White           | Elizabeth Smylie Wendy Turnbull  | 6-2, 6-2        | Tableau |
| 16 | 12-09-1990 | World Doubles Championships Orlando          |           | 175 000 $ | Moquette (int.) | Larisa Neiland Natasha Zvereva       | Manon Bollegraf Meredith McGrath | 6-4, 6-1        | Tableau |
| 17 | 28-03-1991 | Light n’ Lively Doubles Tarpon Springs       |           | 200 000 $ | Terre (ext.)    | Gigi Fernández Helena Suková         | Larisa Neiland Natasha Zvereva   | 4-6, 6-4, 7-6   | Tableau |
| 18 | 26-03-1992 | Light n’ Lively Doubles Wesley Chapel        |           | 175 000 $ | Terre (ext.)    | Jana Novotná Larisa Neiland          | Arantxa Sánchez Natasha Zvereva  | 6-4, 6-2        | Tableau |
| 19 | 25-03-1993 | Light n’ Lively Doubles Wesley Chapel        |           | 175 000 $ | Terre (ext.)    | Gigi Fernández Natasha Zvereva       | Larisa Neiland Arantxa Sánchez   | 7-5, 6-3        | Tableau |
| 20 | 24-03-1994 | Light n’ Lively Doubles Wesley Chapel        |           | 175 000 $ | Terre (ext.)    | Jana Novotná Arantxa Sánchez         | Gigi Fernández Natasha Zvereva   | 6-2, 7-5        | Tableau |
| 21 | 24-05-1995 | World Doubles Cup Édimbourg                  |           | 188 125 $ | Terre (ext.)    | Meredith McGrath Larisa Neiland      | Manon Bollegraf Rennae Stubbs    | 6-2, 7-6        | Tableau |
| 22 | 20-05-1996 | World Doubles Cup Édimbourg                  |           | 188 125 $ | Terre (ext.)    | Nicole Arendt Manon Bollegraf        | Gigi Fernández Natasha Zvereva   | 6-3, 2-6, 7-6   | Tableau |
| 23 | 21-05-1997 | World Doubles Cup Édimbourg                  |           | 188 125 $ | Terre (ext.)    | Nicole Arendt Manon Bollegraf        | Rachel McQuillan Nana Miyagi     | 6-1, 3-6, 7-5   | Tableau |